# Ласе Халстрьом
Ласе Халстрьом (на шведски: Lasse Hallström) е шведски филмов режисьор, роден през 1946 година. 
Името на Халстрьом излиза на преден план като режисьора на почти всички видеоклипове на легендарната шведска поп група АББА. Той е автор и на пълнометражния „АББА: Филмът“ (1977), представящ събитията покрай едно от турнетата на групата.
Славата му се затвърждава през 1985 година, когато е номиниран за награда Оскар за най-добър режисьор за филма си „Моят живот като куче“. Сред останалите популярни произведения с неговото име са превърналите се в класика продукции „Защо тъгува Гилбърт Грейп“ (1993), „Шоколад“ (2000) и „Правилата на дома“ (1999), за последния от които получава втората си номинация за Оскар.

## Биография

### Ранни години
Роден е като Ларс Свен Халстрьом на 2 юни 1946 година в столицата на Швеция - Стокхолм. Баща му е зъболекар, а майка му е писателката Карин Либерг (1907–2000). Неговият дядо по майчина линия Ернст Либерг е министър на финансите на Швеция в кабинета на Карл Густав Екман (1926–1928).
Ларс създава първия си кратък филм, озаглавен „Бродещият крадец“, още на 10-годишна възраст. Като юноша в гимназията, той заснема документален филм относно усилията на негови приятели да създадат рок група. Този филм впоследствие е излъчен по шведската телевизия през 1967 година. След завършване на училище, Халстрьом прекарва няколко години на работа в телевизията, снимайки кратки пълнежи, преди да получи режисьорската позиция за цялото телевизионно предаване „Ще танцуваме ли?“ (1968).

## Частична режисьорска филмография
| година | филм                      | оригинално заглавие         | бележки                            |
| ------ | ------------------------- | --------------------------- | ---------------------------------- |
| 1977   | АББА: Филмът              | ABBA: The Movie             |                                    |
| 1985   | Моят живот като куче      | My Life as a Dog            | - номинация за „Оскар“ за режисура |
| 1993   | Защо тъгува Гилбърт Грейп | What's Eating Gilbert Grape |                                    |
| 1995   | Тема за разговор          | Something to Talk About     |                                    |
| 1999   | Правилата на дома         | The Cider House Rules       | - номинация за „Оскар“ за режисура |
| 2000   | Шоколад                   | Chocolat                    |                                    |
| 2001   | Местни новини             | The Shipping News           |                                    |
| 2005   | Неизживян живот           | An Unfinished Life          |                                    |
| 2011   | Риболов в пустинята       | Salmon Fishing in the Yemen |                                    |
| 2014   | На един черпак разстояние | The Hundred-Foot Journey    |                                    |